# Грб Алтајске Покрајине
Грб Алтајске Покрајине је званични симбол једног од субјеката Руске федерације са статусом покрајине / краја — Алтајске Покрајине. Грб је званично усвојен 25. маја 2000. године.

## Опис грба
Грб Алтајске Покрајине је хералдички штит француског облика, код кога је однос ширина - висина 8:9. Доњи углови на штиту су заобљени. Штит је подјељен хоризонтално на два једнака дујела. У горњој половини штита на плаветнилој позадини, хералдички је приказана високу пећ, која је пуштена у рад у XVIII вијеку - као симбол и одраз историјске прошлости Алтајске Покрајине. На доњој половини штита на црвеној позадини, боји која симболизује достојанство и храброст, приказан је цртеж царске вазе у зеленој боје. Штит је уоквирен златним житним вјенцем, симболизује пољопривреду као водећу привредну грану у овој покрајини. Вијенац је увезан азурно-плавом траком.